# 2024年廣東暴雨
2024年4月，中國部分地區發生雨災，主要影響廣東省、香港特別行政區及澳門特別行政區。

## 背景
相关专家指出，受2023年东亚冬季風整体较多年同期偏弱等影响，华南降雨偏多。4月3日以来，珠江流域出现了2024年汛期的第一次强降雨。受到持续强降雨影响，珠江流域北江、韩江出现明显的洪水。
4月4日14时至07日08时，广东英德出现连续性强降水过程，全市累计平均雨量达246毫米，共有27个站点录得超过250毫米降水，占全市气象监测站点的54%，最大累计雨量出现在大站镇达353毫米。其中4月4日16至17时，英德市区录得小时雨量103.8毫米，降水强度大、突发性强，打破了英德国家基本气象站自有连续气象记录以来4月同期历史极值。4月5日上午，新丰县黄磜镇西草村发生一处山体滑坡，交通中断，经全力抢修，该路段已于上午11时50分恢复通车。
4月7日6时35分，北江干流石角水文站（广东清远）流量涨至12000立方米每秒。依据水利部《全国主要江河洪水编号规定》，北江发生2024年第1号洪水，这是中国在2024年主要江河首次发生编号洪水，为全国1998年有编号洪水统计以来最早。当天9时，广东清远英城镇英德（五）站水位30.07米，超警戒水位4.07米，沿河部分房屋、商铺受浸。英德市转移832人，其中地质灾害点转移34人；市区15个低洼内涝点及时排清；英德全市无停市停课，物价稳定，人民工作生活秩序正常。英德市三防指挥部分别于4月3日上午11时启动防汛Ⅳ级应急响应，并于4月6日11时提升为Ⅲ级应急响应。沒有人员伤亡。

## 成因
广州日報報道专家分析认为，4月以来，副热带高压持续偏西、偏强，有利于孟加拉湾和南海水汽向华南地区输送，同时南支槽系统和冷暖气流活跃，加之气温比常年同期明显偏高，不稳定能量高。5月3日夜间开始，500百帕等压面有明显的西风槽东移，低层850百帕等压面的切变线从湖南、广西北部一带东移南压，切变前侧西南急流在广东再次加强，广东新一轮强降水开启。5月18日起副热带高压逐渐南落，在500百帕等压面渐转为槽前西南气流影响，低层转为受低涡切变东移的影响，加上西南季风带来的充足水汽和能量，广东再次出现明显降水过程。6月5日前后，广东处于副高边缘，两条雨带在广东上空“洒水”，北有低涡切变，南有南风辐合，暖湿的西南气流和海上高压后部的偏东气流在南部沿海辐合，粤西沿海暖区降雨明显，局地雨势猛烈。6日，虽然海上输送的暖湿能量有所减弱，但暖湿气流往内陆推进与大地形作用造成降水，而且切变线还在两广徘徊，广东大部仍有较明显的降水。

### 2024年4月
国家气候中心首席预报员郑志海簡介，尽管4月份已处于华南前汛期，往年4月华南一带也时常发生暴雨和强对流天气，但因南海夏季风还未爆发，华南地区的水汽条件总体上来说并不十分充沛，即使有强降水发生，也通常范围不大、持续时间不长。相比往年，在全球变暖背景下，江南、华南等地气温较常年同期明显偏高，气温升高导致大气含水量增加、对流强度增强，使得强降水事件增多。叠加厄尔尼诺背景下，2024年4月以来西太平洋副熱帶高壓持续偏强，引导极为充沛的水汽自南海和孟加拉湾向中国南方地区输送，且4月青藏高原和华南地区的环流异常，形成了多次强降水过程，导致2024年强降水过程强度强、持续时间长、范围也比较大，造成的影响也更大。
中国天气网首席气象分析师胡啸簡介，从降水过程来看，2024年进入华南前汛期（4月4日）以来，副热带高压偏强，给华南地区持续输送充沛的水汽，加上北方冷空气不断渗透南下，与暖湿气流对峙，进而激发出持续强降雨和强对流天气。同时，随着低涡切变的发展，持续输送的充沛水汽，配合有利的动力抬升条件，激发对流后容易在华南地区形成“列车效应”，导致当地降雨持续时间长、影响效果不断叠加。从更大的背景来看，2024年华南降水偏多也与厄尔尼诺存在明显关系。再加上近期西太平洋副热带高压强度偏强、位置偏南，再加上高原槽和南支系统活跃，使得水汽的中心主要位于江南南部到华南中北部一带，因此，强降雨中心有更高概率“命中”广东。

### 2024年6月
广西壮族自治区气象台首席预报员农孟松分析，6月中旬以来，副热带高压持续稳定在华南沿海，低涡切变线长时间在桂北滞留，与西南季风共同作用，冷暖气流长时间在广西上空交汇。该过程期间，桂东北降雨具有显著对流特点，对流系统移动缓慢并出现了“列车效应”，导致桂东北极端强降雨。
广东气象部门解释，2024年是厄尔尼诺事件次年，且印度洋海温异常偏暖，两者叠加导致西太平洋副热带高压偏西偏强，华南地区上空位于副高西侧，有利于西太平洋水汽和孟加拉湾北部水汽持续向华南地区输送，高原槽和南支槽活跃，导致华南强降水过程频繁且降水持续时间偏长。

## 過程
- 2024年4月22日至2024年4月28日
- 2024年4月24日至2024年4月30日
- 2024年4月26日至2024年5月02日
- 2024年4月27日至2024年5月03日
- 2024年4月28日至2024年5月04日
- 2024年5月18日至2024年5月24日
- 2024年5月20日至2024年5月26日
- 2024年6月12日至2024年6月18日
- 2024年6月15日至2024年6月21日
- 2024年6月16日至2024年6月22日

### 2024年4月
4月18日到4月22日，广东省多地连降暴雨，局地降下特大暴雨，中北部等地录得200至280毫米降雨量，肇庆、清远、韶关、广州、惠州等局部地區更達300至488毫米。致10人失联，肇庆市3人死亡。韶关市1名救援人员死亡。（4月29日潮州市多一人死亡）多達11萬人被疏散據報，有數千萬人受到影響。
4月18日，一条罕见的超长飑线，长约600公里，从凌晨起在广西形成，自西向东横扫而过，覆盖面广且移速很快，时速大约60公里。
4月18日广州11区发布暴雨黄色信号和雷雨大风橙色预警信号，广州港1~4号区升挂强风2号风球。广州海事局已于当天10时48分启动防风Ⅳ级应急响应，广州港、汕頭港在港船舶停止作业，汕头港实行临时交通管制。佛山及中山辖区渡口、江门川岛高速客船航线停航，河源、清远部分水域实行临时交通管制。4月18日5时至17时，广东有5个镇街录得超过100毫米的大暴雨，有43个镇街录得50毫米至100毫米的大雨，揭阳市揭西县上砂镇录得全省最大累积雨量119.6毫米；同一时段，广东有5个气象站录得11级大风，有395个气象站录得8级至10级大风，茂名高州市古丁镇录得全省最大风速32米/秒。4月18日，广州市中考体育考试第10天，多个考点遭遇大风暴雨天气。在南沙广附考点，仍有学生在大雨中进行长跑考试。足球场上的部分雪糕筒被吹倒移位，有些遮雨棚也被大风吹起。4月18日上午，在第135届广交会期間，广交会展馆附近突降暴雨，各展馆间均加設避雨连廊连接，新港东和琶洲地铁站也在排队区域配备了挡雨棚。广州地铁因應强降雨天氣，提前备好雨伞借用及一次性雨衣领取。4月18日10时30分前后，当广州中心城区受到强飑线系统影响时，早前受影响的粤西因风雨减弱已解除预警信号。广州则在12时55分解除全市气象灾害应急响应，当天下午多地阳光再现。
4月19日，中央气象台、广东省气象部门等单位，对新一轮影响江南华南等地强降水过程进行预报。结合现有气象资料预计，19日夜间起至22日影响江南华南等地强降水过程，影响程度或猛于4月4日至7日间的“清明暴雨”。
4月19日16时，南方电网广东电网公司防风防汛Ⅳ级响应持续，累计出动1722人次，抢修车辆525台次，应急发电车6台。广东省因本轮暴雨、强对流天气累计停电20.4万户，近九成用户已恢复供电。受湖南东部、广东北部等地部分地区有大暴雨影响，铁路部门将对途经京广普速线、京广高铁、南广高铁和贵广高铁等线路列车采取限速运行和停运措施，停运列车165列。4月19日17:39，白云机场2024年首次启动大面积航班延误红色响应。鼎湖山100越野赛被迫中断赛事。
4月19日20时到20日20时，韶关市出现暴雨到大暴雨、局部特大暴雨。截至4月20日8时，2024年4月韶关市平均雨量为463.1毫米，比常年同期（129.9毫米）偏多2.5倍，破该市同期雨量历史纪录。受强降雨影响，4月20日京广铁路韶关区段4趟普速列车停运，4500余名旅客滞留韶关火车东站。韶关市公共汽车有限公司提供免费公交车接駁韶关高铁站，共计发出84趟次，转运3478人。在乐昌，京广线南下交通受阻，T369和T95次列车1980名旅客滞留乐昌站，乐昌市交通运输局调集大批次大巴和公交车将滞留乘客转运至高铁站乘车。
4月19日20时至20日8时，清远地区面降雨量为51.8毫米，最大降雨站点为阳山县青莲镇朋塘管理区朋塘村青莲水朋塘站225.5毫米。截至20日8时，清远全市主要江河中有4个点超警戒；21个中小河流水文站点中有3个超警戒。4月20日中午，英德市共转移1963人。4月19日22时左右，增城初溪水利枢纽21扇闸门全部打开泄洪。4月20日9时30分，清远阳山水建村委会一处低洼地带水位上涨严重，群众被困需马上转移，但由于桥下转弯处水流湍急，民兵多次尝试冲锋，险些被水冲走，隨後改用装载机，11时33分成功将被困群众一家4口人转移至安全地带。
4月20日下午，强雷雨天气下，广州城区如同入夜。广东省防汛防旱防风总指挥部决定于4月20日10时将防汛IV级应急响应提升至Ⅲ级，18时将防汛Ⅲ级应急响应提升至Ⅱ级。4月20日20时45分，北江干流石角水文站流量涨至12000立方米/秒，依据水利部《全国主要江河洪水编号规定》，此次洪水编号为“北江2024年第2号洪水”。截至20日16时，全省受暴雨影响的61万户用户超七成已恢复供电。5时56分，韶关市曲江区乌石镇濛里村12号民房进水，两名行动不便的老人被困。11时15分，马坝镇源河豪苑小区内发生内涝，曲江区狮岩路消防救援站出动2车12人前往救援。下午1时许，曲江区白土镇白沙路段一工地周边车辆涉水，司机被困车内待援；肇庆高要区禄步镇移民村当天上午出现严重内涝；清远阳山县城则遭遇严重城市内涝灾害。根据水文专报数据，至20日14时，阳山县域内主要河道水位已全面超警，其中小江镇河段水位较警戒线超出约3米。受持续强降雨影响。当地出现12处公路塌方险情，并对其中6处采取交通管制。广州塔在4月20日晚7时至8时的一小时内六次接闪雷电，被闪电通道成像系统捕获。
4月19日6时至21日7时，广州范围内从化国家基本气象站已累计录得降水581.9毫米，该数据为广州现有各国家基本气象站当中自1959年以来4月最高雨量数据。综合广州范围内各气象站4月19日6时至21日14时所录得的降水数据，该轮降水过程已是广州近10年来第6强的暴雨过程。
4月21日，广州、清远、肇庆等多地发布停课、停航通知。清远清城区、佛冈县、英德市发布停课通知，4月22日全区中小学校、幼儿园停课一天，校外培训、托管机构停止服务，寄宿制学校做好在校师生员工的安全保障工作。肇庆高要区教育局消息，4月22日上午全区中小学校、幼儿园停课半天，校外培训、托管机构停止服务，寄宿制学校做好在校师生员工的安全保障工作。清远海事局于4月20日22：30时，将防汛II级应急响提升为I级应急响应，清远辖区采取全线封航管制措施。
4月21日凌晨，廣寧縣潭布镇發生山體滑坡，巨石滾落砸穿房屋，水和泥巴沖入房屋，屋中一家爺爺奶奶和妹妹被掩埋，3人被救出時已無生命跡象。4月21日9时许，肇庆封开县南丰镇步行街和旧市场一带发生内涝，多户居民家中和巷道积水严重，洪水齐腰，部分群众被困家中。封开县金装镇安靖村大面积发生积涝，部分居民楼已淹过半层楼，多名群众被困家中。
4月21日，北江大堤水位有明显上升，沿江一处香蕉田已经被洪水淹没，佛山三水区的一座岛屿也被洪水淹没。4月22日16时洪峰正通过北江大堤，水流速度快，岛上村民在洪峰抵达前已安全转移。
18日20时到21日8时，韶关武江区江湾镇出现379.8毫米的降水。而该时段韶关市最大雨量曲江马坝小坑村气象观测站录得的数字是466.1毫米。4月20日至21日，受持续暴雨影响，江湾镇发生多处山体滑坡，从韶关市区通往江湾的必经之路X318县道因沿路发生多起山体滑坡、洪水漫过路面而中断。通讯光缆等被暴雨、山崩所损毁，導致江湾镇与外界失去联系超過70个小时，目前已经确定6人尚未取得联系。山崩造成至少6人受傷、80間房屋受損，造成損失約1.4億元，暴雨後積水淹過頸部。4月20日，江湾镇应急队员在组织群众紧急撤离过程中，在过水桥処山体发生滑坡，一名28岁的隊員被掩埋。直至21日18时20分许被救援人员发现，确认遇难。
截至4月21日8时，清远市主要江河水文站点中有13个超警戒，21个中小河流水文站点中有5个超警戒。北江英德（五）站水位达到33.19米，超警戒（26.0米）7.19米。羊城晚报记者在现场了解到，由于江水上涨，北江沿岸江南村、东岸咀村、石尾村、冷水坑村等多个村庄出现水浸情况，在受灾严重的村子，水位已涨到两层楼高。
4月21日晚，广州从化广蓄水库库容即将达到防洪汛限库容，从化区三防指挥部决定同意广蓄水库泄洪申请。飞来峡水利枢纽自21日20时起按照17500立方米/秒控泄；芦苞水闸22日8时起加大分洪泄量至500立方米/秒。北江石角站洪峰流量由100年一遇降至50年一遇。
4月22日廣東三防辦初步統計，此輪強降雨導致韶關、廣州、河源、肇慶、清遠、梅州、惠州等多地受災，緊急避險轉移10.74萬人。截至4月22日17時，全省仍有20個水文站超過警戒水位；22日9時，北江幹流石角水文站出現18100立方米/秒的洪峰流量、50年一遇，北江幹流全線洪水均已出峰回落。截至4月22日16时，广东全省因本轮暴雨、强对流天气累计停电122万户，91%用户已恢复供电。截至4月22日，惠州市龙门全县累计雨量848.1毫米，较去年同期增加442.6毫米，比北京一年的雨量（北京年均降雨量600毫米）还多。
4月22日21时20分，一艘载有4907吨卷钢的福州籍海船“新融海1号”行駛時擦碰G240国道九江大桥防撞墩，在担杆洲尾水域搶灘不成功沉没。涉事船只上共有11名船员，其中7人获救，4人失联。此次事故可能因洪水引发西江水位上涨、流速增大，致使船员操作失当导致船舶与九江大桥防撞墩发生擦碰，導致船体进水。随后，该船自行在担干洲尾抢滩坐浅，可能由于坐浅位置选择不当而发生坐沉事故。事故造成11名船员全部落水，22日21时20分事发后，附近船只救起3人。23日0时18分又有4人获救。4月23日，佛山市公安局南海分局发布通告称，因G240国道九江大桥防撞墩受船舶擦碰，为确保安全，对九江大桥双方向实施临时交通管制，禁止所有车辆、行人通行，进行安全检测，交通管制时间为4月23日6时到4月24日6时。同日17时许，G240国道九江大桥安全评估会认为，桥梁基本满足恢复交通条件。G240国道九江大桥于4月23日18时恢复正常通行。
从4月20日开始，通往韶关市武江区江湾镇的唯一公路就因塌方而无法通行，广东省应急部门开辟了航空救援通道，调度直升机32架次往返于江湾镇江湾中学操场和韶关市区，转移受灾群众。从22日凌晨开始，雨勢減弱，各种车辆搭载人员、物资和设备向江湾镇中心驶去。但在江湾街的入口处，道路依然被洪水堵塞，洪水顺着山顶往下，涌入街道，淹至小腿。救援队伍只能涉水前进，皮卡车穿梭其中运送物资，铲车则在水流中作业、清除淤泥。22日，江湾镇搭建了简易通信设备，用于应急通信。4月21日晚间，珠江流域北江2024年第2号洪水洪峰过境清远英德，浛洸医院处于水浸区域，被洪水包围。强降雨致洪水倒灌进沿街商铺，街道已变成河道，有沙发、木茶几、广告牌漂浮在水面上。
4月19日到23日，广东肇庆、清远、韶关、广州、惠州等地局地累计降雨量达400至519毫米；截至23日晨，广东、广西共有17个国家气象观测站日雨量突破4月极值。国家气候中心首席预报员郑志海介绍，4月以来，华南地区降水较常年同期偏多一倍以上，为1961年以来历史第二多。4月23日，影响广东的强降水云团主体东移出海，广东进入短暂的强降水间歇期。
4月23日8时-13时，深圳市普遍出现暴雨局部大暴雨，全市平均雨量58.6毫米，累计最大雨量118.4毫米（南山区大学城站），最大1小时雨量78.2毫米（南山区大磡站）。全市记录到7-9级阵风，最大阵风23.2米/秒（9级，罗湖区大梧桐站）。4月23日上午，深圳多地出现强降雨。龙华区民治大道出现严重内涝。民治大道主路上积水严重、路面完全淹没。在民治大道与布龙路交界附近，水深接近腰部。民治大道上不少路边店铺都有不同程度被淹的情况。恒科商业广场多家店铺内积水严重，上午11时许最嚴重時水深比店铺门槛高近10厘米。民治街道办表示，因23日上午因瞬时雨量过大，排水超过最大承载量，导致民治街道部分路段积水。
4月25日，广东仍受高空槽和切變線影响，粤北、珠三角、粤东有暴雨到大暴雨，局部特大暴雨，其馀有大雨局部暴雨。有网友称汕尾城区和汕尾海丰县下起了冰雹。
4月26日，国家金融监督管理总局广东监管局透露，截至目前，辖内保险机构累计接报案1.74万件，报损金额4.91亿元。其中，车险报案1.16万件，报损1.18亿元，农险报案2365件，报损1.35亿元，企财险报案933件，报损1.1亿元，巨灾险报案5件，报损6362.16万元，已支付赔款1.35亿元。
4月27日，廣州市白雲區鐘落潭鎮發生了一場至少EF2級龍捲風，造成嚴重影響。龍捲移動路徑長度約1.7公里、寬度280米，影響持續時間約4分鐘。同時，廣州市多地遭遇暴雨和冰雹襲擊，其中增城區朱村觀測到直徑大於5cm的大冰雹。造成5死33傷。
截至4月27日16时，广州国家站记录到的4月累计雨量为455.8毫米，打破了自1951以来的4月雨量纪录。增城区荔城街道录得全市最大雨量124.9毫米，最大小时雨强81.9毫米。
4月29日，潮州潮安区庵埠镇一名骑电动车的外卖员在雨中落水身亡。
据气象监测显示，4月30日8时至5月1日8时，梅州大埔县出现暴雨，全县平均面雨量48.9毫米，最大降雨量为66.1毫米。廣東省珠海市全市均受到強對流天氣影響，該市氣象台於20時15分發布全市冰雹橙色預警信號，並將全市雷雨大風預警信號升級為紅色，網上流傳多張相片或影片指出現冰雹情況。
受持续性强降雨影响，广东省部分地区国省道、农村公路受损，导致交通一度中断。在4月20日韶关市山崩中，韶关市武江区S520省道江湾段尤为严重，12处出现路基脱空。该路段是江湾镇唯一入镇通道。4月29日，省道S520韶关江湾段已恢复双向通行。
广东省交通运输厅官网4月30日发布的一则消息显示，受持续性强降雨影响，广东部分地区高速公路、普通国省道受损。
广东多地发出气象灾害预警信号。据统计，截至5月1日8时19分，全省共有41个暴雨预警信号、48个雷雨大风预警信号、5个冰雹橙色预警信号生效。

### 2024年5月

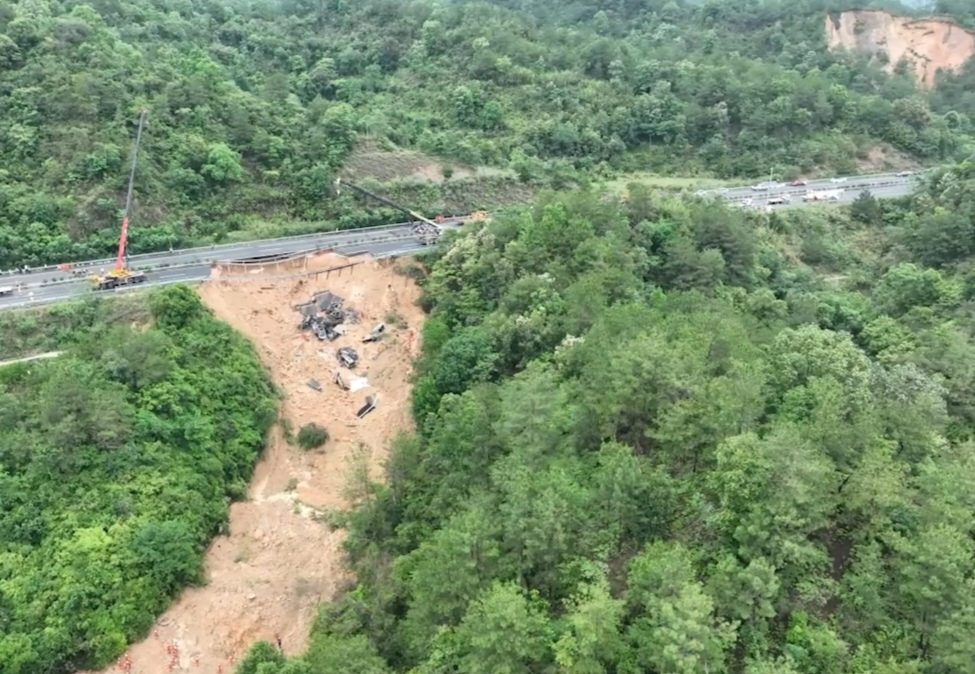
梅大高速路面塌方災害的空拍照片

5月1日凌晨2时10分许，梅州市梅龙高速發生路面塌方事件，至5月2日14时，已发现23辆车陷落，48人死亡，30人受伤。
暴雨也使得多场中国足球超级联赛或 中国足球甲级联赛延期或中断，4月21日的梅州客家与上海海港的中超比赛宣告无限期延迟。，同日广州队与无锡吴钩的中甲比赛则延期至次日4月30日，梅州客家与青岛西海岸的比赛中，因为暴雨的影响，比赛自第10分钟暂停后经过83分钟才重新开赛，也创造了中超联赛历史第二晚的结束记录。
5月2日，广东省气象服务中心发布2024年1至4月降雨情况。其中4月全省平均雨量497.4毫米，打破历史极值，较常年同期（176.8毫米）偏多181%，雨量最大的地点为惠州龙门县地派镇，累计雨量1498.4毫米。该月广东省共出现四次强降水。4月1日至5月8日，广东龙门、佛冈、新丰、从化、韶关进入全国各观测站累计降雨量前五名，排名第一的龙门县累计降雨量为1357.1毫米，远高于常年同期280-350毫米之间的降雨量。
5月3日早晨至傍晚，受低空急流影响，粤西、珠三角中西部等地出现新一輪强降水天气。
根据广东省气象部门观测和统计，在湛江，坡头区坡头镇政府气象观测站在3日白天录得极端降水数据，分别在15时录得6小时降水353.6毫米、13时录得3小时降水325.9毫米、12时录得1小时降水166.7毫米，均打破湛江降水纪录。湛江吴川、湛江市区、阳江海陵、江门台山川岛、江门新会崖门等地则发布最高等级的暴雨红色预警信号。
5月4日，中山市、珠海市、江門市及陽江市等多個鄉鎮或區域發出暴雨紅色預警。中山市包括三鄉鎮、神灣鎮、坦洲鎮等多個鄉鎮均暴雨成災，下午4時左右一度將暴雨預警信號升級為紅色由部分鎮街擴展至全市，相關鄉鎮之中小幼學校停課，部分街道的積水及腰，有車輛被水沖走。；神灣鎮宥南村有鱷魚養殖場外牆崩塌、場內水淹，4條鱷魚逃至場外，最後全部被趕回池內珠海市氣象台分別對斗門區、香洲區和高新區發布暴色紅色預警信號。，广东斗门国家级气象观测站5月4日7时-12时（6小时）累计雨量315.8毫米，已打破斗门5月上旬雨量纪录珠海市三防指挥部一度将防汛（防暴雨）III级升级为防汛（防暴雨）II级应急响应，並呼籲當地市民非必要不出门，市內多處路面出現不同程度的水浸，香洲區部分景區關閉，部分海上客运航班、珠海公交旅遊属下客运站、班车以及珠海公交部分市內公交線路一度停运。20時30分，珠海三防指揮部將防汛防暴雨應急響應降為III級，市氣象台先於18時45分將全市暴雨預警降級為橙色及全市雷雨大風預警降級為黃色，後於20時50分解除所有預警信號；市內水浸情況已基本消除，但多個片區地質災害預警維持2級橙色預警；珠海市由當天5時至20時平均雨量為174.5毫米，最大累積雨量在斗門區白蕉镇，最大一小時雨量為141毫米，出現在珠海國家地面氣象觀測站，刷新自1962年有紀錄以來最大一小時雨量紀錄。
5月4日，深圳福田区One Avenue卓悦中心举办的咖啡节活动突遭暴雨，现场随即拉闸停电。4日下午3点摊位旁边的水管出现了破裂，而后地面多个排水口往外冒出黄色污水，雨水和浅粽黄色液体混在一起，臭味弥漫。活动现场搭建的临时摊位并未采用防水材料，导致摊位棚顶普遍出现漏水现象。相关工作人员表示，事发后第一时间派工程部同事前去抢修，大概15到20分钟解决了该问题，在解决过程中没有参展品牌方反映相同问题。导致问题的原因是近期频繁地降雨，可以保证污水不是粪水。
鑒於暴雨災情，廣東省省長王偉中於5月4日下午主持召開防汛工作研判部署會，指出4月以來持續強降雨發生早、過程多、極端性強，今輪降雨落區重合度高，江河底水持續走高，成災致災風險進一步加大，要求全省各地各部門要深刻汲取梅大高速茶陽路段塌方災害教訓，深刻認識嚴峻複雜形勢，切實加強風險隱患排查，加強山洪和地質災害安全防範。
5月7日，廣州市再迎雷雨天氣，局部可達暴雨量級。受雷暴天氣影響，广州地铁1号线西塱車輛段內一處接觸網5月6日被雷電擊中，地鐵公司強調事件未影響正常營運。佛山出现了10分钟31.8毫米的短时特大暴雨，降水强度接近5月4日的珠海极端暴雨，而广州番禺境内自动站5分钟降雨量更是高达27.1毫米。
廣東省氣象部門發表雨公佈「龍舟水」統計期（5月21日至6月20日）廣東和廣州的雨量預計，引發網上有關「廣東是不是要下30天暴雨」的討論，「廣東人將挑戰暴雨上班30天」話題登上微博熱搜。5月18日晚，廣州市氣象部門表示“龙舟水”统计期内30天并非天天都下暴雨，主要5場大範圍降水过程為5月26日至27日（中到大雨），5月29日至6月1日（大到暴雨），6月3日至5日（大到暴雨），6月8日至12日（大到暴雨），6月16日至18日（中到大雨，局部暴雨），平均累計雨量約400至500毫米。
5月19日，广东省气象部门表示，位于广西中南部的强降水云团东移影响广东西部地区，湛江出现了大到暴雨局部大暴雨，茂名、阳江出现了中到大雨、局部暴雨；受切变线影响，韶关和清远出现了中到大雨、局部暴雨。据气象水文监测，19日8时至17时，广东有7个镇街录得大暴雨，有95个镇街录得暴雨。湛江遂溪县乐民镇为民路于19日11时录得每小时139毫米的极端短时强降水，广东有7个暴雨红色、9个暴雨橙色、14个暴雨黄色、5个冰雹橙色、13个雷雨大风黄色预警生效。从18日20时到19日20时，湛江遂溪县乐民镇录得全省最大累计雨量202.8毫米，其余雨量较大的镇街包括清远连南瑶族自治县大麦山镇158.6毫米、韶关仁化县红山镇109.4毫米、惠州龙门县地派镇72毫米、阳江阳西县溪头镇70.3毫米。
水利部19日18时针对广西、广东、福建3省区启动洪水防御Ⅳ级应急响应。发布的汛情通报显示，5月17日以来，华南、西南地区出现强降雨过程，广东、广西等地降暴雨到大暴雨。受其影响，广西郁江支流武鸣河等11条中小河流发生超警洪水。受强降雨影响，20日广州江河水位普遍上涨，水位涨幅1米-4.2米，增城区西福河出现超警洪水。截至21日早上，广州全市各江河水位均已逐渐回落。
5月21日，韶关始兴县顿岗镇吉山水库出现5厘米左右的裂缝，当地有关部门提前组织下游存在风险地区村庄428名群众转移避险，无人员遇险。工作人员在水利、应急等部门专家的指挥下，紧急施工安装8根虹吸管给水库排水。

### 2024年6月
6月1日0时55分前后，颱風“马力斯”登陆广东省阳江市阳西县沿海地区。登陆后的“马力斯”迅速减弱为热带低压，以北偏东路径在广东境内移动，為华南、江南等地带来了降水。广东省气象部门统计，5月31日18时至6月1日18时，湛江、阳江、江门、广州、佛山、珠海、中山、云浮、韶关、潮州部分市县出现100毫米以上雨量，其中徐闻累计雨量达到251.5毫米为全省最多，其他雨量较多的镇街包括阳江阳春市春城街道154.9毫米、江门开平市大沙镇132.6毫米、广州花都区梯面镇120.5毫米、珠海斗门区斗门镇113.1毫米。广东省水利厅于5月31日10时启动水利防汛Ⅳ级应急响应。
高考期間，受暴雨頻繁影響，有部分學校搭建了臨時雨棚，以應對雷雨天气。
從4月17日到6月7日，52天中广州国家基本气象站录得降水日45天，只有7天没下雨。气象部门统计显示，5月广州平均月雨量467.7毫米，较常年同期明显偏多48.3%。截止至6月12日，2024年广州各区代表站的平均降雨量达1341.9毫米，为1951年以来同期排名第二多，6月13日的前30日广州国家基本站只有三天沒有錄得降水。
6月15日至16日，廣東梅州市北部出現大暴雨局部特大暴雨，多地出現災情，其中梅州平遠縣泗水鎮24小時降雨達363.1毫米，引發洪災，造成當地多處塌方，交通、通訊信號中斷。梅州全市有17个站点录得超250毫米大暴雨。截至6月18日上午，洪災共造成當地16萬4634人受災，倒塌房屋1436棟；嚴重受損房屋1451棟；農作物受災8057公頃、受損公路390公里、受損通訊線路5.5萬公尺、受損電力線路18.4萬公尺、受損工業企業15個。梅州當局要求災防單位進入「戰時狀態」，全力救災。韩江流域17条河流发生超警以上洪水，其中汀江等7条河流超保，松源河、石窟河爆发史料记载以来最大洪水。
在通往磜头村的S036省道沿途有多处塌方，村里断水断电断联，只能依靠卫星电话联系。蕉岭供电局因應水位上涨已导致部分变压器水浸受损。为确保人员安全及减少设备损失，启动紧急避险措施，切断受损区域的电源，防止因电力泄漏导致的触电事故。17日7时，因受强降雨影响，G205国道蕉岭段k2529+800m（新娘山石场附近）全幅路面塌方，塌方长度60米，深约30米。G205国道k2528+200m至k2531+000m（广福分水岌段附近）多处路上塌方严重形成泥石流，该路段已封闭交通。S223省道（南磜镇多宝村、尚田村、石礤村段）、S224省道（长潭镇长潭桥段）、S332省道（新铺镇徐溪村段）因灾中断。同时，当地17日起对晋元大桥、榕子渡桥、蕉岭大桥实行交通管制，管制期间全天禁止一切行人、车辆通行。6月17日18时，梅州交警部门发布通告，受连续强降雨影响，長深高速部分路段边坡滑塌，滑塌泥土侵入高速公路路面，G25长深高速公路（文福至广福段）已双向实施交通管制。
韶关部分地区出现了山体滑坡、道路坍塌等不同程度灾害，九峰镇大廊村村中几处房屋发生坍塌。受灾害影响，多数村民所种植的农产品遭到极为严重的损坏，原本应当进入盛产时节的水果预估无法产出。
6月16日，梅州平远县大柘镇坝头村南山片区因暴雨侵袭受灾严重，内涝水位超过1米。当日16时，大柘派出所民警开展救援时，许多房屋一楼均被水淹没，20余户人家被困。而水流湍急，道路受阻无法通行，橡皮艇又正在开展其他救援工作。在救援平远县一名老人过程中，有一名救援警力不慎踩空落水，他和同事合力将老人抱至警车中，并送往医院救治。6月17日上午6时，马平在白岭村疏散转移群众过程中，突遇山体滑坡，房屋坍塌，马平被掩埋其中，因公殉职。17日下午，正在梅州蕉岭新铺镇福岭村的河源蓝天救援队队长雷波告诉南都记者水深仍有差不多四五米，有两层楼高，救援队对新铺镇六个村的村民进行了转移。梅州平远东石镇人民政府工作人员告诉南都记者，一名驾驶挖掘机的师傅在清理排洪涵道时失联。
湍溪村中心街道因地勢較低，淤泥、垃圾、破損的家具和禽類屍體堆滿街道，雜物堆積高度過腰，村民連日清理家中淤泥。村內有白色消毒粉末噴灑痕迹，有村民擔憂街道垃圾未清理，消毒效果存疑。廣東梅州市一條橫跨兩省的街道亦被淤泥和垃圾佔滿，街頭堆滿禽類屍體，在雨後高溫暴曬下傳出陣陣異味，民眾擔憂細菌孳生，出現疫病。
6月17日，广东省防汛防旱防风总指挥部办公室发布关于梅州暴雨灾情的情况通报，6月16日，受强降水云系影响，广东梅州多地出现大暴雨局部特大暴雨，其中，平远县泗水镇24小时降水达369.3毫米，全市多地受灾严重。截至17日，平远县泗水镇、仁居镇、东石镇，蕉岭县南礤镇，梅县区松源镇等多处发生山洪、山体滑坡，造成5人死亡、15人失联、13人受困。
广东省防汛防旱防风总指挥部已于6月17日10时将防汛应急响应提升至Ⅲ级，并派出3架救援直升机抵达受灾地区开展人员转移和物资投放。根据《梅州市防汛防旱防风防冻应急预案》的相关规定，梅州市三防指挥部决定于17日9时将防汛Ⅱ级应急响应提升为防汛Ⅰ级应急响应。截至17日7时，广东梅州全市未恢复供电用户数为137969户，其中梅县区50172户、蕉岭县44053户、平远县28049户、大埔县15695户。截至18日，仍有部分镇村处失联状态。
6月19日20时，肇庆市封开县江口街道办干部在巡堤时发现，贺江一桥底出现1处桥墩与防洪墙结合部位孔洞漏水，江水从大桥底下不断渗入，相关部门采用棉胎封堵洞口以及用碎石、沙包压顶的方式进行现场处置，转移人员292人。
6月19日23时，广东省突发地质灾害应急指挥部将地质灾害Ⅲ级应急响应提升为Ⅱ级。6月20日9时，省减灾委将省Ⅲ级救灾应急响应提升至Ⅱ级。6月20日，南都记者获悉，因广西境内持续强降雨，西江已发生2024年第2号洪水，广东西江水位继续上涨。受强降雨影响，截至6月20日9时，广东省共提前转移90084人，省防总维持防汛Ⅲ级应急响应。截至20日16时，蕉岭县受灾人员64947人，因灾造成5人死亡、2人失联，预计直接经济损失约36.5亿元。梅县区受灾人员32083人，因灾造成4人死亡、4人失联，预计直接经济损失约10.63亿元。
經統計平远、蕉岭两县主要受灾11个村累计塌方达111.8公里，10个村已抢通，抢通107.8公里，剩余蕉岭县南磜镇金山村1个村待抢通。目前，已投入应急抢险人员6633人次，挖掘机、铲车等各类机械2484台班。同时调动沿线高速公路建设施工单位派出抢险人员150人，投入抢险机械设备81台，投入应急抢险。截至21日20时，梅州市所有受灾乡镇、行政村全部恢复通电；通信已基本恢复到灾前水平；所有进镇道路均打通；供水受影响的145个村中还有11个村未恢复。截至6月21日16时，广东普通国省道突发中断64处，已抢通47处，剩余17处仍在加紧抢通中；农村公路突发中断203处，已抢通136处，剩余67处仍在加紧抢通中。
6月21日，廣東梅州市平遠縣三防指揮部稱，特別是6月16日8時至20時，全縣普降大暴雨造成泗水、上舉、差幹、仁居、東石、八尺、中行、河頭等8個鄉鎮嚴重受災。全縣受災人口55388人，房屋倒塌2247間、嚴重受損3203間，道路塌方4697處，損壞路基路面356公里，公路中斷82處，橋梁受損111座，通信基站中斷107個，通信線路受毀中斷651公里，供電設施損毀450處，農村供水工程受損168處，輸水管道毀壞303公里，供配水管道毀壞193公里，河堤受損3.2公里，護岸受損31.2公里，電站淹浸86間，農作物受災面積6759公頃，水産養殖受災452公頃，預計直接經濟損失約58.5億元。
由於災害嚴重、涉及範圍廣，導致被困人員搜救難度大、花費時間長，截至6月21日15時，災害共造成平遠縣38人死亡、2人失聯。
截至21日，梅州市梅县区、平遠縣和蕉岭縣合計共有47人死亡。
6月22日，西江干流水位缓慢回落，水文部门预计該天全线退出警戒水位。

## 暴雨對港澳地區之影響

### 香港
香港天文台於4月30日晚上9時30分發出黃色暴雨警告信號，並於當晚9時45分於長洲錄得每小時約100公里的猛烈陣風，至晚上11時取消所有暴雨警告信號。雨區掠過香港期間，天文台共錄得5914次雲對地閃電。
樂隊五月天於4月30日在中環海濱活動空間舉行回到那一天巡迴演唱會，因天氣惡劣，主辦方於晚上9時55分宣布演唱會腰斬，並於晚上10時30分進行網上直播，繼續剩下的環節；原定於5月1日舉行的第二場演唱會，因舞台上的LED球體屏幕突然起火，主辦方隨後宣佈原定5月1日之場次將延至5月9日舉行。另外在4月30日晚上，國泰航空一班原定由上海前往香港的CX341航班，在惡劣天氣期間連續兩次降落香港國際機場失敗，更於短短兩分鐘內急升千米，其後飛機於深圳寶安國際機場進行加油，最終在5月1日凌晨2時40分成功抵達香港國際機場；國泰航空就事件對顧客帶來的不便深表歉意，並為受航班延誤影響的顧客提供住宿、膳食及交通安排。
5月1日凌晨，香港再受強對流天氣影響，天文台於凌晨4時15分發出黃色暴雨警告信號，部分地區錄得超過100公里的猛烈陣風，天文台於上午7時取消所有暴雨警告信號。
5月4日，香港受高空擾動影響，天文台於上午7時40分發出黃色暴雨警告信號，西貢、將軍澳及清水灣錄得超過100毫米雨量。；因應雨區擴大，天文台於上午8時55分改發紅色暴雨警告信號，教育局宣佈所有學校下午停課；天文台於上午11時45分左右發出“特別天氣提示”，表示香港持續受強雷雨區影響，若果強雷雨區繼續接近並維持強度，天文台有機會在未來一兩小時發出黑色暴雨警告信號；因雷雨區遠離，天文台於下午3時50分改發黃色暴雨警告信號，及於晚上8時45分取消所有暴雨警告信號。紅色暴雨警告信號生效期間，多區出現不同程度的水浸或山泥傾瀉，並主要集中在香港東部，有室內及露天停車場被波及，部分私家車要拖走維修；由於部分道路受水浸或山泥傾瀉影響封閉，九巴和城巴部分行走將軍澳及西貢的巴士路線一度暫停服務。將軍澳區內多個商場出現天花漏水或行人通道水浸情況，部分商場店鋪臨時暫停營業；警察接獲兩宗登山客被困的求助報案，涉及15人，報稱因大雨而被困於西貢麥理浩徑第二段，其後全部人已返回安全地點並無大礙。天文台曾一度預告有機會發出黑色暴雨警告信號，但最終並無發出，天文台則解釋珠江口一帶於中午前後，曾出現一個強雨區並逐漸移近本港，對香港造成一定威脅，故密切留意其發展，其後雨區減弱，對香港威脅大減，因而無需發出黑色暴雨警告信號。傍晚時分，長洲北帝廟遊樂場3個包山棚架不敵強風倒塌，竹枝散落一地，受影響範圍約9米乘3米，長洲太平清醮值理會表示將會圍封現場，並於5月5日搭棚重建，估計三至四日後完成。五月天於當晚舉行第三場回到那一天巡迴演唱會，但傍晚時分受強雷雨區影響，主辦單位卻宣布如常演出，有關安排卻惹來網民不滿，認為應取消演出，並批評主辦單位的有關安排。

#### 相關爭議
5月4日上午11時45分，天文台曾一度預告有機會發出黑色暴雨警告信號。有網民質疑，天文台太遲宣布有機會發出黑色暴雨警告信號，而且字眼「有機會」、「或發」亦令上班人士無所適從。

### 澳門
澳門在4月30日晚間受颮線影響，出現強對流天氣，地球物理氣象局於晚上8時45分發出“冰雹預警”，指澳門可能出現冰雹；5分鐘後發出黃色暴雨警告信號，在20分鐘後即晚上9時10分將暴雨警告信號升級為紅色，澳門三條跨海大橋於強對流天氣影響下錄得超過70公里以上的陣風；氣象局在大約晚上9時20分左右指於澳門多個地區錄得冰雹，是自2011年於澳門國際機場錄得以來再次錄得同類現象；網上更流傳新城A區東面海域出現水龍捲，氣象局指根據雷達監測資料顯示，澳門半島以東海面曾出現中尺度渦漩現象，故不能排除出現水龍捲之可能性；隨著雨區遠離，氣象局於晚上10時20分改發黃色暴雨警告信號，隨後在晚上11時50分取消所有暴雨信號。
5月2日晚上，有雨區在澳門半島突然形成，氣象局先於晚上8時11分發出“特別信息”提醒澳門半島正受大雨影響，隨後於晚上8時25分發出黃色暴雨警告信號一小時，到晚上9時25分取消。
5月4日上午，受高空擾動相關的雷雨區影響，暴雨集中影響在澳門半島。氣象局於上午11時起40分鐘內將暴雨警告信號由黃色升級為黑色，是3年來首次發出黑色暴雨警告信號，其中於紀念孫中山市政公園氣象站錄得超過75毫米的每小時雨量紀錄，澳門半島多區出現水浸情況，其中於下環水位監測站錄得最高0.13米水浸。氣象局於上午發出雷暴警告信號，更預告澳門短期內受大雨影響；隨後於上午11時先發出黃色暴雨警告信號。，發出10分鐘後升級為紅色暴雨警告信號，再於上午11時37分將暴雨警告信號升至最高級的黑色暴雨警告信號，成為澳門三級制暴雨警告信號中最快發出所有暴雨警告信號，打破2021年6月28日的40分鐘紀錄。隨著對流雨區遠離澳門，氣象局於中午12時15分改發黃色暴雨警告信號，20分鐘後取消所有暴雨警告信號下午3時半左右起，澳門再受新一輪雨區發展影響，氣象局於下午4時40分發出黃色暴雨警告信號，各區普遍錄得超過20毫米雨量，晚上8時取消所有暴雨警告信號。
中午時分，黑色暴雨警告信號生效期間，治安警察局和消防均呼籲民眾應盡量留在安全地方，避免外出，以及避免停留在低窪地區及山邊。；澳門半島三條地下行車隧道包括關閘廣場、羅理基博士大馬路及海富花園水塘地下行車道出現水浸一度臨時封閉，到中午12時20分左右解封；網上流傳片段指關閘邊檢大樓地面層入境大堂出現水浸情況，治安警察局表示於黑雨警告生效期間，暴雨引致關閘入境大堂水渠倒灌，部份區域地面有積水，基於安全考慮暫停使用部分自助閘機，並加開人工通道疏導旅客，期間口岸通關未受影響，經初步檢查未發現設備損壞，但將暫停使用部份自助閘機並詳細檢查，以保障通關安全教育及青年發展局宣佈因暴雨關係，按規定非高等教育及特殊教育階段下午停課。
在5月4日中午“黑雨”警告生效期間，北區雨勢較大，其中關閘總站頂部多處漏水，巴士猶如經過“水簾洞”。未知是否短時間雨勢增大，未能及時去水，一度出現水浸，但未有影響通關和巴士出入，巴士總站仍如常運作。青洲一帶因雨水反湧，令區內部分大廈停車場及大廈公共雨水渠積水；在連場暴雨下，大三巴哪吒廟滲漏水情況更嚴重，當中廟頂位置持續滴水，暫時用膠桶盛載。
至於5月4日上午暴雨分析方面，氣象局表示雨勢集中在澳門半島，氹仔及路環幾乎無雨，據氣象局統計，2023年共發出38次暴雨警告，但僅12次是廣泛影響全澳，17次則單獨影響澳門半島、氹仔或路環地區，另指出澳門地方雖小，但暴雨隨機性強，分佈差異極大，所以定時定量的暴雨預報挑戰仍相當大。

## 暴雨對廣西之影響
自4月19日开始，广西地区遭遇新一轮强降雨及强对流天气侵袭。广西北部和东部出现暴雨至大暴雨级别降水，多地伴随大风及冰雹等极端天气，局部区域发生洪涝灾害。其中，梧州市藤县塘步镇陶瓷工业园区突发龙卷风；南宁武鸣国家气象站监测到最大瞬时风速达28.1米/秒（10级），创下该站自建站以来的风速最高纪录。梧州、金秀、罗城三地气象站点于4月20日记录的日降水量数据，均打破了当地气象观测史上4月份单日降水量的极值。
根据广西壮族自治区气候中心监测数据显示，2024年4月17日至21日期间，广西遭遇了2024年度首次大范围暴雨天气过程，并伴随强对流天气现象。此次天气过程呈现出显著极端性特征，大风范围和降水强度均突破多项历史观测纪录。广西全区国家级气象观测站共记录到8级以上大风92站次，其中62个站点出现过程性大风天气，覆盖范围创历史同期最高纪录。有10个气象站点的极大风速值突破了自建站以来的历史极值。
降水过程集中发生于4月19日至21日期间，根据国家级地面气象观测站数据显示，全区共出现52站次日降水量达到暴雨量级（≥50毫米），暴雨过程覆盖范围为1961年有系统观测记录以来4月份之最。累计降水量统计显示，4月1日至24日全区平均降水量达169.6毫米，较常年同期平均值显著偏高80%。阳朔、恭城、金秀、罗城四站的累计降水量更是创下当地有气象观测记录以来4月份同期最高值。
4月19日夜晚，一列货运列车行驶至百色市田林县潞城瑶族乡路段时，突然发现南昆铁路板桃至根陇区间米花岭隧道西头隧道口铁路被泥石流掩埋，便应急停车。后续的一列客运列车在接到铁路运管部门通知后，临时停留在田林站。“地面气象自动站网数据显示，距离事发地最近的潞城板桃雨量监测站，主要降雨时段为19日22时至20日1时。”百色市气象台预报员卢小丹说。收到气象信息后，铁路运管部门连夜组织400余人和相应机械设备，清理轨道上的泥石。截至4月20日7时许，客运列车已原路返回百色站，车上871名滞留旅客通过改签、转运等方式全部妥善安排。
百色、南宁等9市27个县区出现了冰雹，14个市的78个县区有8级以上大风。最大风出现在北海涠洲镇达35.7米/秒（12级大风）。
4月20日上午8:15–8:44，梧州藤县塘步镇谭东陶瓷城附近区域，遭遇中等强度龙卷风（相当于最大瞬时风力达15级，對應EF1）袭击，龙卷触地路径距离约3km。据目击者拍摄的视频显示有接地漏斗，涡旋内夹杂有碎片，为明显的龙卷特征。灾后现场照片显示龙卷路径为，自西向东穿越工业厂区造成厂房损坏。
4月20日，贺州市多地出现不同程度的塌方、河流水位上涨等情况。贺州市气象台于9时2分将暴雨橙色预警信号提升为红色。在桂岭镇和大宁镇，强降雨导致部分山体出现塌方，当地村干部协调大型机械清淤疏通道路，帮助低洼地区群众转移。
4月21日，钦州雷电交加，大雨倾盆，部分街道积水成“河”，钦州一高楼空调防护栏被大风刮起在风中摇摇欲坠。梧州市白昼如夜、乌云压顶。
4月21日8时许，南宁上空乌云密布，狂风夹杂暴雨来袭，正在进行南宁嘹啰歌乡女子半程马拉松紧急熔断，赛事组委会启动应急预案，有序组织选手安全撤离。据广西防汛办统计，截至21日17时，这次灾害过程累计造成全区99029人受灾，紧急避险转移人口600人；农作物受灾面积3788公顷，直接经济损失28450万元。
广西气象台介绍，4月20日广西已经达到了入汛标准，正式进入了前汛期，与历年同期相比偏早3天。24日早上，广西气象台发布了暴雨蓝色预警，预计，24日晚上到26日白天，广西东部、南部有大雨到暴雨，局部大暴雨，且强降雨落区与前期强降雨区高度重叠，暴雨易引发城乡内涝，导致中小河流超警、山洪、滑坡、泥石流等地质灾害，对交通出行也有不利影响。根据上述情况，自治区气象局研究决定于24日18时进入重大气象灾害（暴雨）Ⅳ级应急响应状态。
5月3日，预计未来24小时，桂林、柳州、河池、贺州等市以及来宾、南宁两市北部、百色市东部有大雨到暴雨、局地大暴雨并伴有短时雷暴大风、冰雹等强对流天气。广西气象台已于5月3日09时30分发布暴雨蓝色预警。根据上述情况，自治区气象局研究决定于2024年5月3日10时30分启动重大气象灾害（暴雨）Ⅳ级应急响应。广西气象台于5月4日20时解除暴雨蓝色预警，目前全区主要江河水势平稳，依据《广西壮族自治区防汛抗旱应急预案》规定，经自治区防汛抗旱指挥部领导批准，决定于5月5日10时终止自治区防汛四级应急响应。
5月6日，岑溪市因持續暴雨引發山洪災害，村莊道路被洪水淹沒，多輛私家車被衝走。波塘鎮六肥村山洪中兩名失聯群眾被找到后，經全力搶救無效死亡。當地6日13時許開始下雨，15時左右雨勢變大並突發山洪，六肥村村委所在的道路被急流淹沒，暴雨在6日18時左右停止。岑溪市人民政府通報稱，至5月7日11時許，據初步統計波塘鎮六肥村緊急避險轉移47人，農作物受災面積20公頃，成災面積17公頃，直接經濟損失400餘萬元。經全力搶險，道路、電力、通訊已全面恢復，正在開展河道清淤、地災隱患排查等各項工作。
5月18日，廣西南寧下起特大暴雨，時雨量破紀錄，造成南寧城區內澇，車輛被淹，淹水高度已經達到成年人胸口，情況嚴重，目前廣西已經有2萬1千多人受災，6條河流水位超過警戒線。在欽州市龍門港鎮，24小時累計雨量達610.5毫米，凌晨3時更錄得一小時降雨189.6毫米，創下廣西一小時最大雨量紀錄。
廣西氣象局指，5月18日8时至19日10时受高空槽、低涡切变和地面冷空气共同影响，桂北、桂中和沿海有暴雨、局地大暴雨，欽州、防城港、南寧市有特大暴雨，欽州市欽南區龍門港鎮24小時累計雨量610.5毫米，打破該市紀錄。此外，滑動60分鐘雨量204.7毫米，也超過了2021年7月河南水災的整點一小時雨量、滑動60分鐘雨量。
据中国气象网，6月12日20时至19日15时，广西强降雨中心主要出现在桂林、贺州、柳州三市，桂林市兴安、永福、灵川三县反复出现特大暴雨，有7个乡镇累计雨量超过700毫米，24小时降雨量桂林市有38个气象观测站打破建站以来历史纪录，被视为“今年以来广西‘龙舟水’最强降雨时段”。廣西桂林市象山區16日發佈通報稱，近日，受連續強降雨天氣影響，當地部分河流水位暴漲。象山區啟動防汛應急預案，於6月13日6時發佈中小學停課通知。6月13日16時許，群眾報警稱，象山區二塘鄉常家郡府北側街巷附近有一學生意外落水。接警後，相關部門及社會救援力量全力開展搜救。6月15日14時許，落水學生在象山區平山新村南灣河水域附近找到，已無生命體徵。6月21日20时许，积水倒灌桂林火车站，多趟列车停摆。铁路部门组织旅客暂时改由桂林北站办理乘降业务。受上游持续强降雨影响，桂林漓江全线水位出现持续上涨。20日凌晨，漓江桂林水文站出现148.84米的洪峰水位，超出警戒水位近2.5米，为超30年一遇洪水。桂林市象山景区管理处发布通知称，为确保游客安全，象鼻山、伏波山景区将继续实行封园管理，暂停对外开放，不接待游客。
廣西桂林在洪水後，各景區加快重開。桂林市象山景區管理處23日發佈開園通知，於24日中午12時起重開部分區域；灕江精華段、陽朔至福利遊覽線路遊船，21日下午已恢復運營。

## 同時其他地區的氣象災害
4月30日，中國氣象局召開新聞發布會，公布4月內地共發布4萬條預警訊息，其中氣象災害預警佔3.88萬條。強對流、冰雹、雷雨大風、暴雨、大霧、雷電、高溫等預警訊息同比增加，均為歷年同期發布量最多。國家氣候中心副主任賈小龍表示，4月截至28日內地平均降水量61.1毫米，較常年同期偏多51.8%，為歷史同期第二多。4月共發生8次區域性暴雨過程，較常年同期的3次明顯偏多，其中4月2至7日、19至21日發生在南方的暴雨影響範圍廣、綜合強度強，導致珠江流域北江接連發生兩次編號洪水。4月有9次強對流過程影響內地，當中湖南、福建、廣東、廣西、貴州、四川等地災害影響較重；另有6次沙塵過程影響北方地區，較常年同期偏多1.9次。

#### 2024年6月
習近平6月18日指出，近期，中國南方多地持續出現強降雨，廣東、福建等地發生洪澇和地質災害，造成人員傷亡和財產損失，北方部分地區旱情發展迅速，南澇北旱特徵明顯。他要求全力應對災情，千方百計搜救失聯被困人員，妥善安置受災群眾，保障正常生產生活秩序，最大限度降低災害損失。
国家气候中心气象灾害风险管理室首席专家高歌表示南方地区6月9日到20日，暴雨过程具有持续时间长、影响范围广、极端性强的特点，就是在这些地方，像两广北部，还有福建、浙江、江西这些地方，累计降雨量达到了两百到六百毫米以上。此次暴雨过程就是综合评估强度属于极端暴雨过程。截至6月9日14时，南方洪涝灾害造成广西、贵州、广东、江西、湖南、福建等11省（区、市）262.7万人次受灾，22.8万人次紧急转移安置；1300余间房屋倒塌；农作物受灾面积145.9千公顷；直接经济损失40.4亿元。
在长江流域，6月21日重庆綦江发生2024年第1号洪水，乌江上游支流发生极端强降雨，22日14时贵州省水利厅将洪水防御Ⅳ级应急响应升至Ⅲ级；长江中下游水位快速上涨，干流城陵矶、汉口、湖口、大通等水文站的水位22日超过多年同期平均水位。6月22日8时至23日8时，湖北、贵州、湖南、江西等地局部降大暴雨，吉林等地局部降暴雨。受降雨影响，湖北、湖南、贵州、吉林、黑龙江等地55条中小河流发生超警以上洪水。水利部维持浙江、安徽、江西、湖北、湖南、广东、贵州、广西、云南9个省份的洪水防御Ⅳ级应急响应，共有4个工作组在安徽、江西、湖北、湖南协助指导开展洪水防御工作。中央氣象台發布2024年首個暴雨紅色預警。國家防總維持浙江安徽等6個省份防汛四級應急響應。

### 湖南
4月20日，湘江幹流將出現警戒水位左右洪水，市防汛抗旱指揮部在早上11時啟動市內第四級別緊急應變。

4月20日，湖南永州雙牌縣有孩童墮橋被洪水沖走。據雙牌縣相關人員證實，孩童由當地醫院轉診到永州市醫院，情況危重。

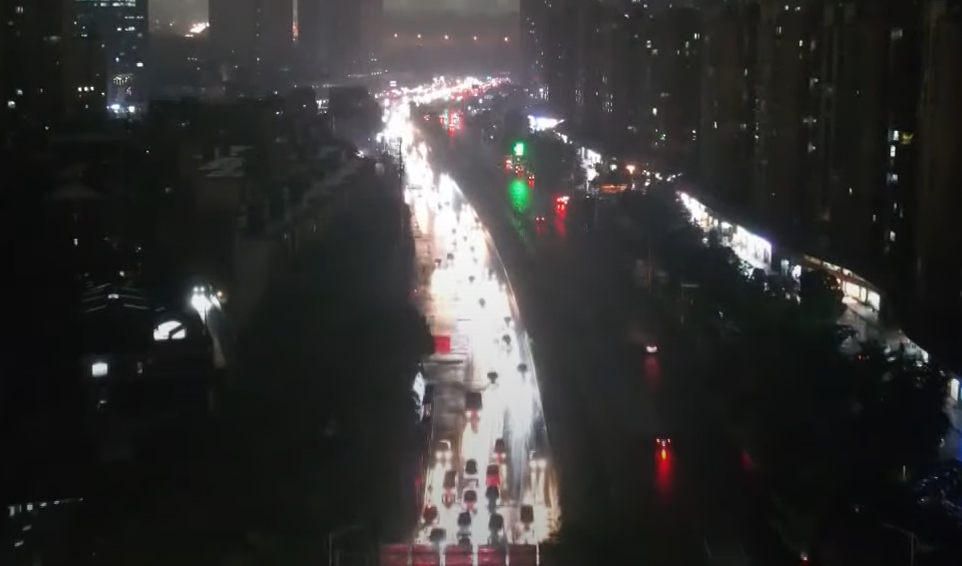
4月29日中午，湖南长沙如同黑夜。

4月29日，長沙氣象台發布暴雨黃色預警，長沙正中午忽然下起雷暴雨，天色瞬間轉黑，雨中夾雜著沙塵，雨水宛若沙暴肆虐，路燈在風雨中不斷抖動。當地午間12至13時正是對流最激烈的「紫紅色回波」掠過之時，長沙錄得1小時58.9毫米的猛烈短時強降水，成為這個時段內地降水量最猛烈地區。
有氣象專家對此解釋，這是由複雜的氣象動力學原理所引發的。在特定的氣象條件下，強對流活動激發出的能量如同自然界的「攪拌機」，促使雷雨雲團裡的水滴不斷被更強烈的上升氣流攜升，並冷卻凝結，形成了大量的大水滴，高空還可能有冰晶或小冰雹。這些雲內粒子在強風的驅動下不斷碰撞合併，雲體隨之膨脹，變得異常厚重，如同巨大的黑色屏障遮蔽了陽光，也折射掉不少陽光。導致整團雷雨雲烏黑黑的，而且越是底層的雲就看起來越黑，天空也暗沉如夜。加上低空雲層貼近地面，其遮蔽效果特別顯著，使得長沙的天空在正午時分，呈現出宛如夜幕降臨的奇異景觀。
6月21日至22日，湖南怀化五强溪镇遭遇特大暴雨侵袭，期间万洋溪流域于21日突发山洪灾害，已造成4人遇难、1人下落不明，初步统计显示约1.5万名群众受灾。6月23日凌晨，新晃侗族自治县境内突发山体滑坡，导致4栋民居坍塌，涉及2户家庭的8名居民（含未成年人）被掩埋。经紧急搜救，失联人员已全部寻获但均无生命体征。附近居民已全部安全轉移。長沙24日上午9時至10時雨量達到65.1毫米，打破當地6月單小時降雨量紀錄。長沙市氣象台上午8時44分升級暴雨預警信號為紅色，市防汛抗旱指揮部決定自當日上午8時30分起全市啟動防汛四級緊急應變。在兩小時後，當地又把全市防汛緊急應變提升至三級。暴雨導致全市嚴重淹水，大水灌入許多車行、人行地下道甚至地鐵車站。受暴雨天氣影響，長沙地鐵2、3號線全線（含西環線）停止營運服務，長沙南站前往上海、廣州、南寧等方向的列車出現不同程度延誤，鐵路部門啟動緊急應變計劃，部分地段積水嚴重。

### 福建

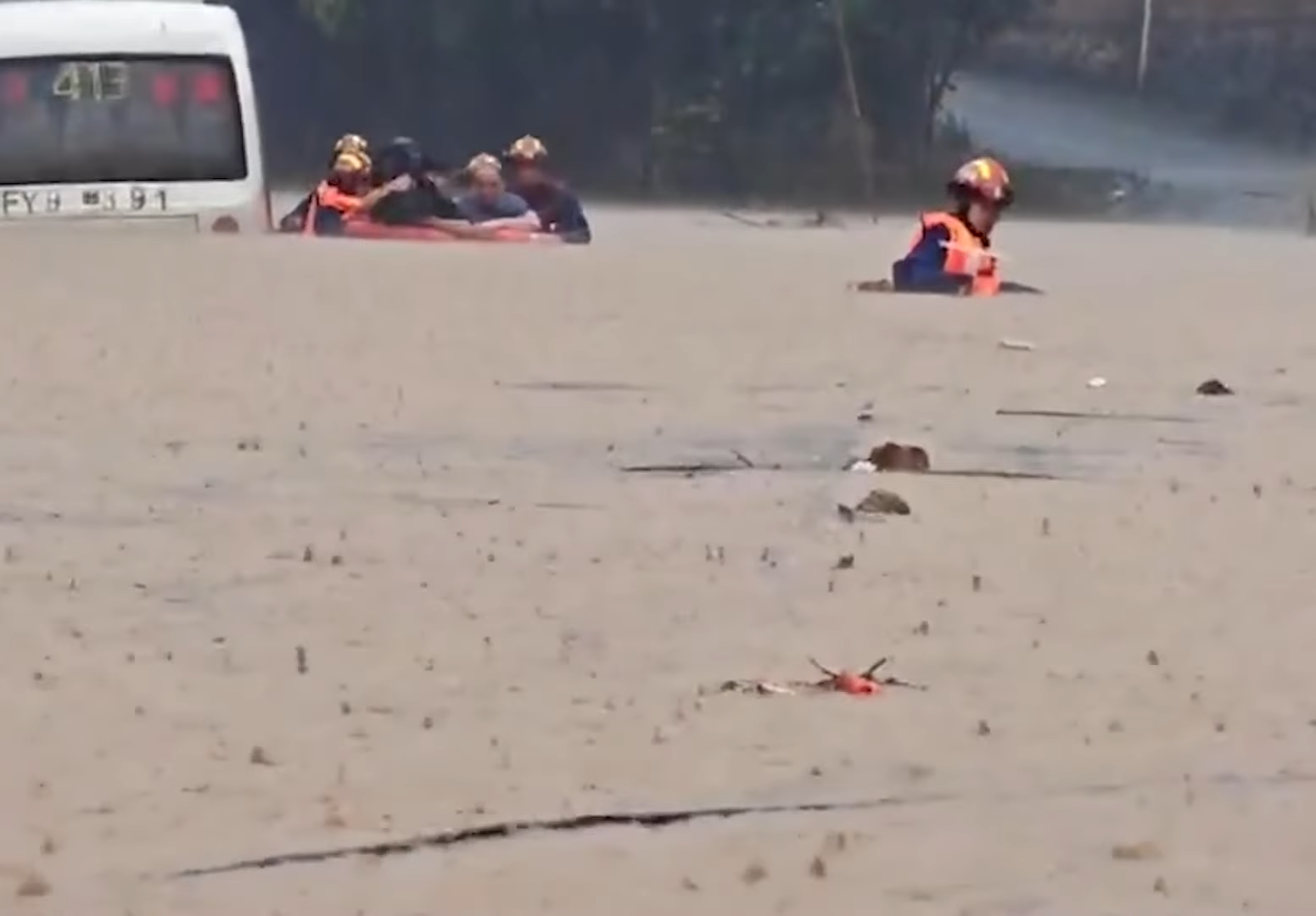
福建龙岩市武平县象洞镇，一辆班车上10名乘客被困，救援人員正試圖救援。

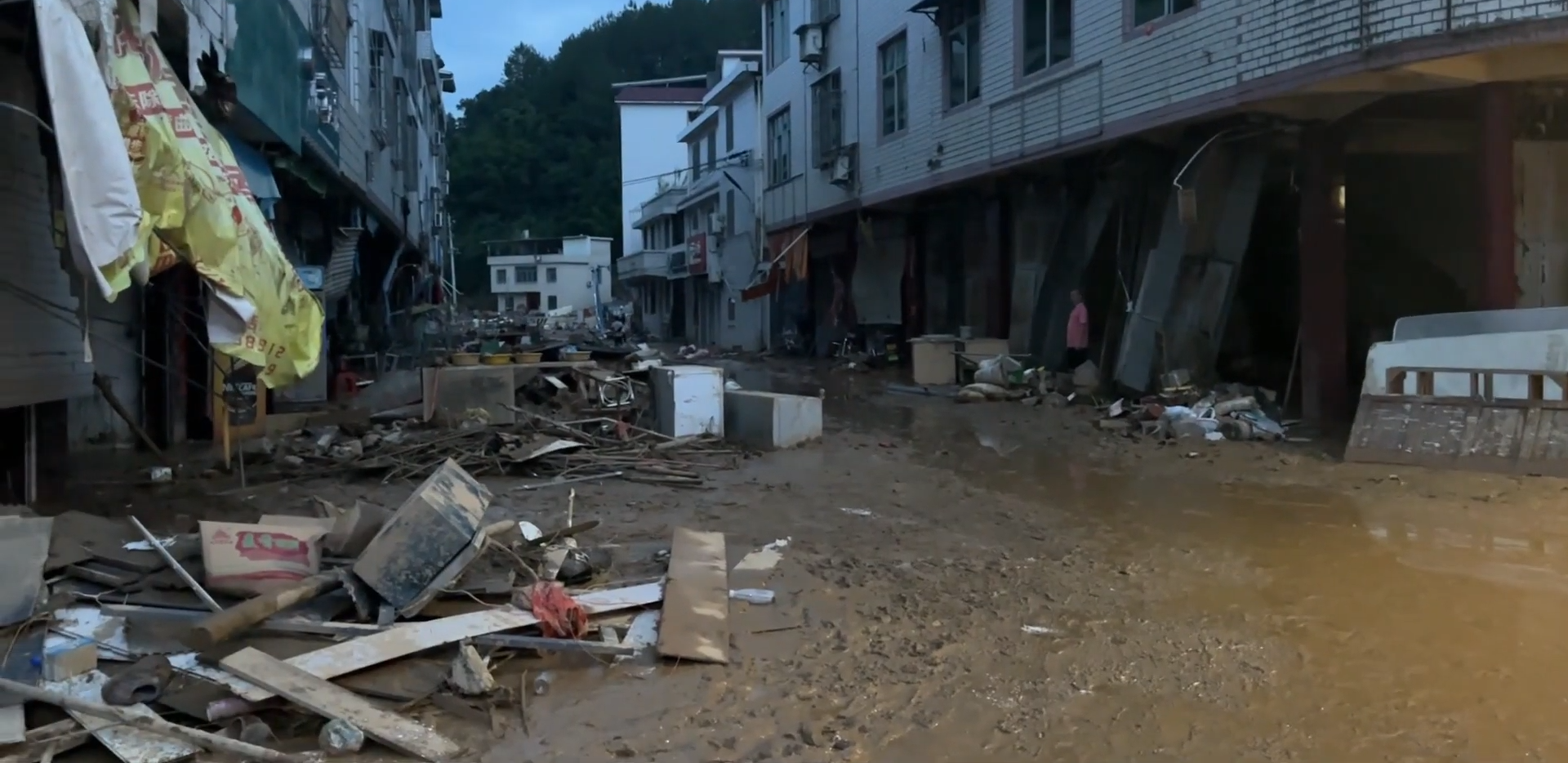
福建省龙岩市武平县中赤镇的街道上满目疮痍，沿街商铺损毁严重。

自6月16日以来，福建省龙岩市上杭县遭遇强降雨，部分乡镇出现积水内涝，多处房屋倒塌。受災嚴重的龍岩15個村斷聯。茶地、廬豐等15個鄉鎮24小時降雨量突破歷史極值。據不完全統計，截至6月18日，本輪強降雨已導致龍岩市武平縣4人死亡、2人失蹤，上杭全縣累計受災66498人。當地一家六口16日到太拔鎮數百年歷史的清源寺避險，惟寺廟倒塌後全部人被埋失蹤。暴雨導致一名養豬戶的豬舍兩旁的山發生土石流，至少70多隻豬被土石流活埋。華商報大風新聞報道遇難人家屬韓女士，家裡房屋倒塌，一片狼藉。“我婆婆遺體被挖出來，她還保持著求生的姿勢，她的頭部被砸中。”當地搜救指揮部22日公布，連日來全力搜救後，當日已找到所有失蹤者，經確認均已沒有生命徵象。福建省本輪雨災至少造成14死。據龍岩上杭縣某村村民透露，當局於6月16日水庫開閘放水，洪水水位快速上漲導致房屋倒塌。受上杭县暴雨影响，17日凌晨，当地一处全国重点文物保护单位，官田李氏大宗祠发生坍塌。上杭县文体旅局相关负责人告诉南都记者，坍塌没有造成人员伤亡。
龍岩市防汛抗旱指揮部6月16日曾發放通知指，灌洋水庫水位647.2米，預計當晚9時20分升至647.5米，超汛限水1.5米，為確保大壩安全，晚上9時30分灌洋水庫需開閘放水，下游特別是大壩至大洋壩村群眾需要疏散。指揮部人員稱，灌洋水庫洩洪是按規範程序做，不是隨意洩洪。藍溪鎮政府人員表示，6月16日下午2時許已開始透過打電話、發短訊和廣播等方式通知村民疏散。對有村民反映未接到通知，鎮政府收到很多群眾的訴求，正在處理。

### 江西
江西省贛州市防汛抗旱指揮部消息，截至4月21日下午2時，4月19日以來的強降雨導致贛州市章貢區、信豐縣、全南縣、龍南市、定南縣、尋烏縣、安遠縣、崇義縣、大余縣等9個縣（市、區）55個鄉鎮受災，受災人口24190人，其中緊急避險轉移426人、緊急轉移安置1人，農作物受災面積1180.84公頃，其中絕收面積48.7公頃，一般損壞房屋3間。贛州市直接經濟損失3526.319萬元，其中房屋及居民家庭財產損失113.7萬元、農林牧漁業損失1695.979萬元、工礦商貿業損失10萬元、基礎設施損失1668.14萬元、公共服務損失38.5萬元。
4月21日早上約5時，大余縣X104县道小梅關至五洞公路路段發生山泥傾瀉，塌方量約為200立方米，從山上滾落的泥石、樹木將道路堵塞，車輛及行人無法通行，部分倒伏樹木樹枝掛在供電線路上。
6月7日20时至8日20时，江西全省有6县出现暴雨，15县出现大雨，以赣州瑞金市小岭村66毫米为最大。赣州章贡大队胜利水文站出现有记录以来最高水位。因暴雨侵袭，部分地区出现山体塌方、农作物被淹、房屋进水、供电设施倒伏、道路破损等灾害情况。6月17日下午，江西抚州宜黄县境内的G236国道发生大规模山体塌方，致使两辆社会车辆和一辆工程车辆被埋。江西省防汛抗旱指挥部6月19日披露，截至当日15时30分，11日开始的洪涝灾害已造成该省67万人受灾，直接经济损失6.6亿元，灾情还在进一步统计核查中。九江市修水縣溪口鎮義坑村25組石下梘窩里23日凌晨5時許發生山泥傾瀉，導致一幢兩層鋼混結構房屋倒塌，2人遇難。

### 浙江
浙江杭州市氣象臺6月23日將暴雨藍色預警信號升至黃色，一併發布山洪災害風險預警。浙江省水利廳發佈新安江水库洩洪公告，根據浙江省水利廳防洪1號調度令，從23日下午1時起，新安江水庫開一孔洩洪閘。洩洪期間水流加大、流速加快，沿江部分區域會被淹沒，期間對部分區域實施交通管制和限行措施，沿江商戶要根據情況做好應對準備。杭州多區啟動防汛二級應急響應，各景區23日起關閉，重開時間另行公告。在西湖名勝灵隐寺，由於周邊氾濫，景區23日提前閉園。靈隱管理處表示，自23日上午10時許，發現靈隱飛來峰景區冷泉溪水位升高。
由於連續降雨，西湖水位不斷升高，當地知名景點集贤亭、长桥公园的步道一度水被淹沒。據杭州市城管局發布的6月23日防汛情況，西湖水位7.36米，已超警戒水位線。為了控制湖水水位，少年宫附近的聖塘閘等西湖九大出水口齊開，全力洩洪。截至6月24日下午5時，西湖水位已降至7.24米，回落到警戒線以下。從6月23日0點到6月24日17點，西湖累計排水276.66萬立方米。鑑於雨勢不減反增，浙江西部山區水位暴漲。為防洪需要，當地的新安江水庫自23日到25日繼續進行洩洪，且水量加大。

### 安徽
安徽省多地連日受到多輪強降雨影響。截至6月17日上午8時，黃山、宣城等5市24縣區合共超過51萬人受災、累計緊急轉移安置6萬4000人。
6月19日晚上8時至20日上午10時，黃山市休寧、屯溪、歙縣普降暴雨到大暴雨，全市平均雨量84毫米。安徽黃山出現災情，境內多條河流、水庫水位暴漲，有多處文物遭沖毀，陸面完全變成「河道」。黃山部分區域積水嚴重，有村民房屋被沖垮，多人失聯，受災人口已超過20萬。其中屯溪雨量最大，19日晚8時至20日下午1時已達288.3毫米。豐樂水庫20日上午8時開始洩洪，兩個多小時後超汛限水位1.52米。據黃山市公安交警部門消息，市中心城區多處道路塌方或嚴重積水，無法通行；歙縣森村鄉皋徑村村民發文稱很多房屋被沖走，多人失聯。森村鄉政府工作人員回應稱，高壓電線倒下致全鄉沒電、沒網、沒信號，截至20日上午8時半歙縣5條主要公路中斷。
被譽為「江南第一村」的呈坎村遭遇洪水襲擊，村內一座始建於元朝的「環秀橋」，木結構橋亭被沖毀。距離呈坎村逾十公里的千年「網紅古村」西溪南村也因洪水緊急封閉，暫停接待遊客。當地名氣頗高的「網紅橋」也受到洪水衝擊，木質橋板散落在漲水後的豐樂河中，幾根粗壯的鐵鏈將沒被衝走的橋板牢牢連接在一起。
受本輪暴雨影響，黃山市關停至少40個景區，87座水庫水位超汛限，接到61宗地質災害災險情報告。該市有42條道路因路面漫水、塌方等中斷，其中4條4處國省幹線公路阻斷，1座施工便橋封閉，38條農村公路阻斷，市內479所中小學、幼兒園停課並實行網上教學。黃山市防汛抗旱指揮部20日決定將防汛三級應急響應提升至二級，安徽省減災救災委辦公室同日對黃山市啟動安徽省Ⅲ級救災應急響應，省應急管理廳當晚向該市緊急下撥省級自然災害救災資金500萬元，調撥2,000件摺床、毛巾被、應急包等救災物資。

### 華北
6月，北方和南方的天气呈现了旱和涝的两个极端，呈現“南涝北旱，旱涝并发”的態勢。華北河北、河南、山東、山西等省區出現大範圍40℃以上的高溫，多地都打破了高溫紀錄。河南省5月以來的降雨量，較常年平均值暴跌逾70%；山東全省6月上旬的平均降水量僅有1.3毫米，農業農村部對上述4省啟動了農業抗旱三級應急響應。國家氣候中心氣象服務首席專家周兵認為，2024年旱澇極端天氣頻發與厄爾尼諾事件有關。雖然此次厄爾尼諾事件已於5月結束，但其滯後性影響仍在持續。